# Polemon christyi
Espèce
Synonymes
- Miodon christyi Boulenger, 1903
- Miodon unicolor Schmidt, 1923
- Melanocalamus leopoldi de Witte, 1941
- Polemon leopoldi (de Witte, 1941)

Polemon christyi est une espèce de serpents de la famille des Lamprophiidae. 

## Répartition
Cette espèce se rencontre :
- au Malawi ;
- en Ouganda ;
- en République démocratique du Congo ;
- en Tanzanie ;
- en Zambie.

## Description
L'holotype de Polemon christyi mesure 430 mm dont 28 mm pour la queue. Cette espèce a la face dorsale noir et sa face ventrale blanche où chaque écaille est largement bordée de noir. Le dessous de sa tête est noir. C'est un serpent venimeux.

## Étymologie
Cette espèce est nommée en l'honneur du docteur Cuthbert Christy.

## Publication originale
- Boulenger, 1903 : Descriptions of new snakes in the collection of the British Museum. Annals and magazine of natural history, sér. 7, vol. 12, p. 350-354 (texte intégral).